# Ауербах (Фогтланд)
Ауербах (нім. Auerbach) — місто в Німеччині, розташоване в землі Саксонія. Входить до складу району Фогтланд.
Площа — 55,38 км2. Населення становить 18 048 ос. (станом на 31 грудня 2020).